# John Hilton
John Hilton (Cambridge, 1599 circa – 1657) è stato un compositore inglese del primo Barocco. Egli è conosciuto per i suoi libri Ayres or Fa-Las for Three Voices e Catch That Catch Can.

## Biografia
Suo padre era molto probabilmente il compositore John Hilton il vecchio, che morì a Cambridge nel 1609. Egli divenne organista a St. Margaret's Church a Westminster nel 1628, dopo aver pubblicato il suo libro Ayres or Fa-Las for Three Voices l'anno precedente. Nel 1635 divenne liutista di Carlo I. In un anno non precisato degli anni 1630, compose The Judgement of Solomon, The Judgement of Paris e The Temptation of Job. Queste opere sono simili a un oratorio in piccola scala o ad un'opera. Uno dei suoi pezzi figura nella collezione di madrigali The Triumphs of Oriana pubblicata a Londra nel 1601. La sua collezione Catch That Catch Can venne pubblicata nel 1652 e fu l'ultima prima della sua morte avvenuta nel 1657. Venne tumulato il 21 marzo 1657 a Westminster.

## Opere

### Catch That Catch Can
Catch That Catch Can venne pubblicata da John Playford nel 1652. Venne poi ristampata nel 1658 "con notevoli aggiunte." Fu ripubblicata nel 1667 con il titolo "The Musical Companion" e poi ancora nel 1672–73.

### Ayres or Fa-Las for Three Voices
Questo libro di musica è ampiamente trascurato dagli studiosi. Molti pensano che i pezzi siano di qualità bassa, mentre altri sono sorpresi che non ottengano più attenzione. Non è noto chi compose i testi per Ayres o Fa-Las. La maggior parte delle canzoni parlano d'amore.